# 奧姆島
奧姆島是丹麥的島嶼，位於大貝爾特海峽，由西蘭大區負責管轄，面積4.52平方公里，海岸線長度12公里，主要經濟活動有漁業和農業，2005年人口168。

## 外部連結
- （丹麦文）Omø's official website
- Archipelago's entry for Omø